# Kentsū shinbun

Kentsū shinbun (建通新聞) est un journal japonais fondé en 1952 et publié par KK Kentsū shinbunsha (株式会社建通新聞社).
Des informations telles que les informations sur les appels d'offres liées aux travaux publics, l'actualité juridique, le budget, les perspectives de commande, etc. obtenues à partir d'entretiens quotidiens sont diffusées dans les journaux, et sur Internet, la version électronique du Kentsū shinbun. Il traite également des actualités sur les tendances des entreprises privées de construction, et des informations sur les résultats de l'évaluation commerciale des entreprises de construction nécessaires pour participer aux marchés publics de la construction.
Il existe 10 journaux Kentsū shinbun, à Tokyo, Kanagawa, Shizuoka, Chubu, Osaka, Okayama, Kagawa, Tokushima, Kochi et Ehime. Kentsū shinbunsha publie aussi deux autres journaux à Shizuoka et Shikoku.